# 福田みつ子
福田 みつ子（ふくだ みつこ、1985年1月16日 - ）は、日本の元女子バレーボール選手。

## 来歴
長崎県東彼杵郡波佐見町出身。母親がママさんバレーをしていた影響で小学3年よりバレーボールを始める。
高校時代はインターハイや春高バレーベスト8などを経験し、2003年にV1リーグの上尾メディックスに入団した。
2009年にはチャレンジリーグのブロック賞を初めて獲得し、チーム好成績に貢献した。2010年6月、退部。
2011年5月、フォレストリーヴズ熊本に入団。2013年度からコーチ兼任。
2016年に退団している。

## 所属チーム
- 波佐見町立中央小学校
- 波佐見町立波佐見中学校
- 九州文化学園高等学校
- 上尾中央総合病院/上尾メディックス（2003-2010年）
- フォレストリーヴズ熊本（2011-2016年）

## 受賞歴
- 2009年 - 2008/09チャレンジリーグ ブロック賞